# Lukas Ettlin
Lukas Ettlin (* 1975 in Luzern) ist ein Schweizer Kameramann und Regisseur.

## Leben
Lukas Ettlin studierte Kamerawesen an der Tisch School of the Arts in New York City. Seit dem Jahr 2000 arbeitet er regelmäßig mit dem Regisseur Jonathan Liebesman zusammen.

## Filmografie (Auswahl)
- 2004: The Grudge – Der Fluch (The Grudge)
- 2006: Texas Chainsaw Massacre: The Beginning
- 2007: The Take – Rache ist das Einzige, was zählt (The Take)
- 2008: Fanboys
- 2008: The Fighters (Never Back Down)
- 2009: Experiment Killing Room (The Killing Room)
- 2009: Middle Men
- 2009: Shrink – Nur nicht die Nerven verlieren (Shrink)
- 2011: Der Mandant (The Lincoln Lawyer)
- 2011: World Invasion: Battle Los Angeles (Battle: Los Angeles)
- 2012: Battlestar Galactica: Blood & Chrome
- 2014: Black Sails
- 2015: Maggie
- 2023: Tom Clancy’s Jack Ryan (Fernsehserie)